# (3204) Lindgren
(3204) Lindgren (1978 RH) – planetoida z pasa głównego asteroid okrążająca Słońce w ciągu 5,63 lat w średniej odległości 3,16 au. Odkryta 1 września 1978 roku.